# Дирвуд (Минесота)
Дирвуд (енгл. Deerwood) град је у америчкој савезној држави Минесота.

## Демографија
По попису из 2010. године број становника је 532, што је 58 (-9,8%) становника мање него 2000. године.
| Група             | 2000.       | 2010.       |
| Белци             | 572 (96,9%) | 504 (94,7%) |
| Афроамериканци    | 6 (1,0%)    | 5 (0,9%)    |
| Азијати           | 1 (0,2%)    | 1 (0,2%)    |
| Хиспаноамериканци | 3 (0,5%)    | 8 (1,5%)    |
| Укупно            | 590         | 532         |